# Limba mokșană
Mokșana (de asemenea, mokșo-mordvina; în mokșană: mokșen' kial') este o limbă fino-ugrică a grupului finic de pe Volga, aparține familiei limbilor uralice; limba erziană este cea mai apropiată de mokșană, însă există o diferență semnificativă în structura fonetică, în vocabular și gramatică, ceea ce nu le permite vorbitorilor să se înțeleagă reciproc. În Republica Mordovia, mokșana este o limbă oficială, împreună cu erziana și rusa.  

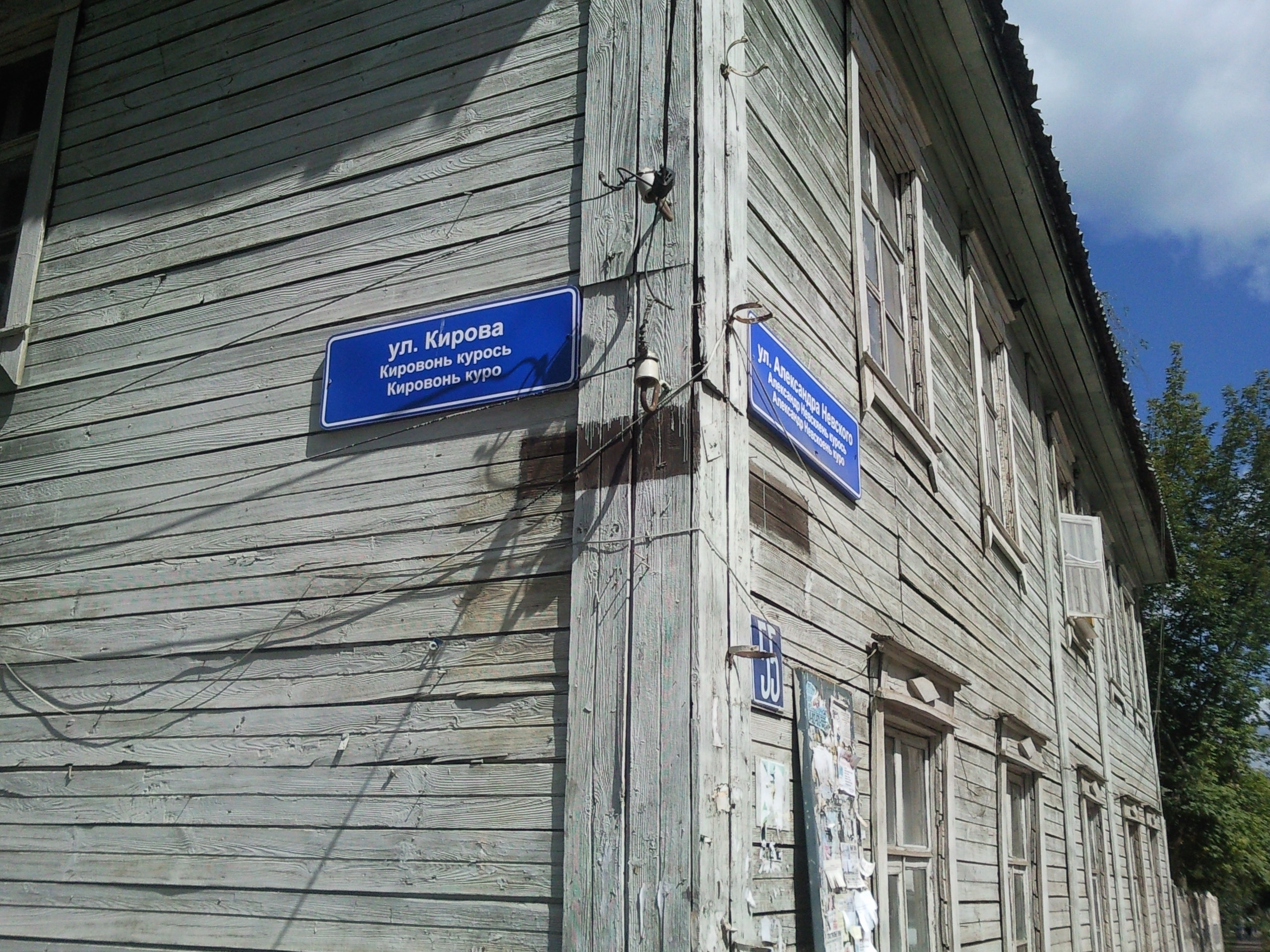
Un colț de stradă din Saransk, indicând numele străzii în cele trei limbi oficiale ale Mordoviei: rusă, mokșană și erziană.